# عباس أباد (أرومية)
عباس أباد هي قرية في مقاطعة أرومية، إيران. عدد سكان هذه القرية هو 60 في سنة 2006.